# یواس‌اس بیرمنگام (اس‌اس‌ان-۶۹۵)
یواس‌اس بیرمنگام (اس‌اس‌ان-۶۹۵) (به انگلیسی: USS Birmingham (SSN-695)) یک زیردریایی بود که طول آن ۱۱۰٫۳ متر (۳۶۱ فوت ۱۱ اینچ) بود. این زیردریایی در سال ۱۹۷۷ ساخته شد.